# アンジャネット・カマー
アンジャネット・カマー（Anjanette Comer、1939年8月7日 - ）は、アメリカ合衆国の女優。
テキサス州ドーソン出身。パサデナ・プレイハウスで演劇を学ぶ。主にテレビドラマやテレビ映画を中心に出演している。

## 主な出演作品

### 映画
- 南極ピンク作戦 Quick, Before It Melts (1964)
- ラブド・ワン The Loved One (1965)
- シェラマドレの決斗 The Appaloosa (1966)
- 夜の誘惑 Banning (1967)
- サン・セバスチャンの攻防 La bataille de San Sebastian (1968)
- 魚雷特急 In Enemy Country (1968)
- 走れウサギ Rabbit, Run (1970)
- 真夜中の放火魔 The Firechasers (1971)
- 狙われた五人の美女 Five Desperate Women (1971) テレビ映画
- 山火事殺人計画/猛火!狙われた美人妻 The Deadly Hunt (1971) テレビ映画
- ザ・ベイビー/呪われた密室の恐怖 The Baby (1973)
- 弁護士ペトロチェリー/殺したのは私じゃない Night Games (1974) テレビ映画
- 燃える超高層ビル/ファイヤー・インフェルノ Terror on the 40th Floor (1974) テレビ映画
- 脱走の谷/恐怖の人妻誘拐 Death Stalk (1975) テレビ映画
- 暗黒街の顔役 Lepke (1975)
- 霧の中の殺人者 The Manchu Eagle Murder Caper Mystery (1975)
- アメージング・ファンタジー Dead of Night (1977) テレビ映画
- ファイヤー・セール Fire Sale (1977)
- 未来娼館ネザーワールド Netherworld (1992)
- 新・弁護士ペリー・メイスン「偽りの愛への報い」Perry Mason: The Case of the Reckless Romeo (1992) テレビ映画
- 蒼い記憶 Underneath (1995)

### テレビドラマ
- パパ大好き My Three Sons (1962)
- うちのママは世界一 The Donna Reed Show (1962)
- ガンスモーク Gunsmoke (1963)
- ベン・ケーシー Ben Casey (1963)
- 事件と裁判 Arrest and Trial (1963)
- ドクター・キルデア Dr. Kildare (1964)
- ボナンザ Bonanza (1964)
- コンバット! Combat! (1964)
- 若き弁護士たち The Young Lawyers (1969)
- 恋愛専科/アメリカ式愛のテクニック Love, American Style (1969-1971)
- さすらいのライダー Then Came Bronson (1970)
- モッズ特捜隊 The Mod Squad (1970)
- ジグザグ The Most Deadly Game (1971)
- 私立探偵バニヨン Banyon (1971)
- 刑事コロンボ Columbo (1972)
- マニックス Mannix (1972)
- プローブ捜査指令 Search (1973)
- 警察医サイモン・ロック Dr. Simon Locke (1972-1973)
- ポリス・ストーリー Police Story (1974)
- 弁護士ペトロチェリー Petrocelli (1975)
- 追跡者 Harry O (1975)
- 特別狙撃隊S.W.A.T. S.W.A.T. (1975)
- バーバリー・コースト Barbary Coast (1975)
- ロス警察25時 The Blue Knight (1975)
- 刑事バレッタ Baretta (1976)
- 名探偵ジョーンズ Barnaby Jones (1980)
- 探偵マイク・ハマー Mickey Spillane's Mike Hammer (1986)
- アーサー・ヘイリーの ホテル Hotel (1988)
- 荒野の追跡者・ラレード通り Streets of Laredo (1995) ミニシリーズ
- プロファイラー/犯罪心理分析官 Profiler (1999)
- ザ・プラクティス ボストン弁護士ファイル The Practice (1999)